# Rotraud von der Heide
Rotraud von der Heide (* 4. Februar 1942 in Stuttgart; anderer Name Rotraud Damerau) ist eine deutsche Künstlerin und Aktionskünstlerin. Sie ist vor allem in den Bereichen Kunst im öffentlichen Raum, Soziale Plastik und Modezeichnungen aktiv.

## Leben und Werk
Rotraud von der Heide besuchte von 1962 bis 1966 die staatliche Werkkunstschule in Berlin, studierte anschließend bis 1976 Psychologie, Soziologie an der Freien Universität Berlin und Experimentelle Grafik bei Helmut Lortz an der Universität der Künste Berlin. Seit 1976 ist sie als freischaffende Künstlerin tätig. Ab 1978 unterrichtete sie zudem im Bereich Design am Lette-Verein Berlin.
Seit den 1970er Jahren ist Rotraud von der Heide bei Ausstellungen und Gruppenaktionen, insbesondere zu frauenkulturellen Themen präsent. In den 1980er Jahren beteiligte sie sich an der Besetzung der „Schokofabrik“. 1983 war sie Gründungsmitglied der Künstlerinnengruppe „Schwarze Schokolade“ und seit 2002 ist sie Mitglied der Künstlerinnengruppe „Endmoräne“ – Künstlerinnen aus Berlin und Brandenburg e. V. Im selben Jahr nahm von der Heide am Internationalen Bildhauersymposium „Steine ohne Grenzen“ in Berlin-Buch teil. Sie lebt in Berlin.

## Ausstellungen und Aktionen
- 1977/78 die wüste lebt, Dächerwanderungen über Berlin. Utopien von Frauen zur Stadtgestalt und Lebensqualität, Fotos und visuelle Gestaltung, Animation
- 1980/81 Besetzung der Schokofabrik – die Dächer den Frauen. Dachgewächshaus die wüste lebt, ökologische Stadtsanierung im Frauenprojekt Schokofabrik Berlin-Kreuzberg
- 1982 Berliner Frauensommer in Zusammenarbeit mit den Künstlerinnen Lisa Lancelle E43, Chris Werner Bonner Frauenmuseum und Unbeachtete Produktionsformen, Bethanien Kunstamt Kreuzberg
- 1984 die Kunst ist weiblich, Performance Frau im Dreieck statt Mann im Quadrat. Katalog Schwarze Schokolade 1982–87
- 1985 picobello – Kunst aus den Zwischenräumen, IBA 198 Verbindung von Häuserschluchten
- 1986, 1987 Feuerboote und Feuerperformance im hotel des sept saisons Köln/Mülheim Nada-Art
- 1988 L’arc en ciel, dreitorige Achse von Ost nach West. Kunststück Farbe, Europäische Kulturmetropole Berlin 1988
- 1988 Form ist eine tönende Grenze, Schwarze Schokolade Gruppeninszenierung in Herbrechtingen, Bundesverband Bildender Künstler/Baden-Württemberg Kunst bis an die Grenzen
- 8. Juli 1990 Ende des Kalten Krieges – Sonnentor auf dem Teufelsberg. Ost-West Künstlerinnentreffen auf dem Teufelsberg mit nächtlichem Event. Installationen und Performances mit 20 Künstlerinnen, Aktionen zu allen lunaren Ereignissen im Jahr
- 22. Sept. 1990 Konzert unter dem Sternenhimmel im Planetarium am Insulaner – Sonnentor auf dem Teufelsberg präsentiert die Ostkünstlerinnen Gerlinde Kempendorff und Band, Gina Pietsch, Claudia Bogenhardt
- 1991 cosmic eye, Installation und Performance – Symposion URSTROM Dresden
- 1992 Drachenerweckung, Feuerperformance Galerie Querhaus Berlin
- 1993 Deutsche Eiche – Brennpunkt Kunstreise Wunderpunkte Kunstamt Lüchow-Dannenberg
- 1998/89 Mauervergoldung und Spirituelle Landkarte. Horoskop zum Mauerfall Potsdamer Platz Berlin, Buchtitel und CityCard
- 2000 Spreejungfrau zum Brückenfest Oberbaumbrücke (in) Friedrichshain-Kreuzberg
- 2001 spirituelle Landkarte für Deutschland, Ökonomie ist nicht alles, Jubiläumsausstellung 20 Jahre Frauenmuseum Bonn
- 2002 Die Blaue Blume, das Dritte Ohr, Baustelle Romantik, alter Tabakspeicher Vierraden, Kulturland Brandenburg Sommerwerkstatt Endmoräne
- 2003 ein Goldnes Tor für Frankfurt/O, Resonanzräume, Happyland, Sommerwerkstatt Endmoräne Frankfurt/Oder
- 2005 Sonnentor auf dem Teufelsberg, Rauminszenierung mit der symbolischen Errichtung eines goldenen Tores auf einer historischen Schnittstelle in Berlin
- 2006 Schlafe in Gold, illusionistische Malerei auf Gold, altes Gutshaus in Petersdorf. Sommerwerkstatt Endmoräne
- 2007 LOCH in die Zeit brennen. strictly berlin, GdK Berlin
- 2009 Barockoketten – Kuchen statt Kohle, Tafelbild mit Kuchen und Malerei in Zusammenarbeit mit den Frauen vom Ort – Schloss Groß Rietz, Sommerwerkstatt Endmoräne
- 2011 Nomadische Einrichtung – in den ehemaligen Kasernen Neuhardenberg – 20. Sommerwerkstatt Endmoräne
- 2011 Perspektivicity – Himmelsakra zum Tag des offenen Denkmals 10./11. Sept. Teufelsberg ehemalige Abhörstation
- 2012 Einzelausstellung SCHAULUST – Teufelsberg 20 Jahre nach Verlassen der Abhörstation des Kalten Krieges, Installation und Zeichnung im Turm zum Tag des offenen Denkmals Teufelsberg Berlin
- 2014 Ausgewandert, Installation während der Ausstellung Verflixt und zugenährt von Endmoräne im Nähmaschinenwerk Wittenberge